# Центр коллективного пользования вычислительными ресурсами МСЦ НИЦ КИ
Центр коллективного пользования вычислительными ресурсами МСЦ НИЦ КИ — центр коллективного пользования научным оборудованием, предоставляющий доступ к суперкомпьютерам для научного применения.

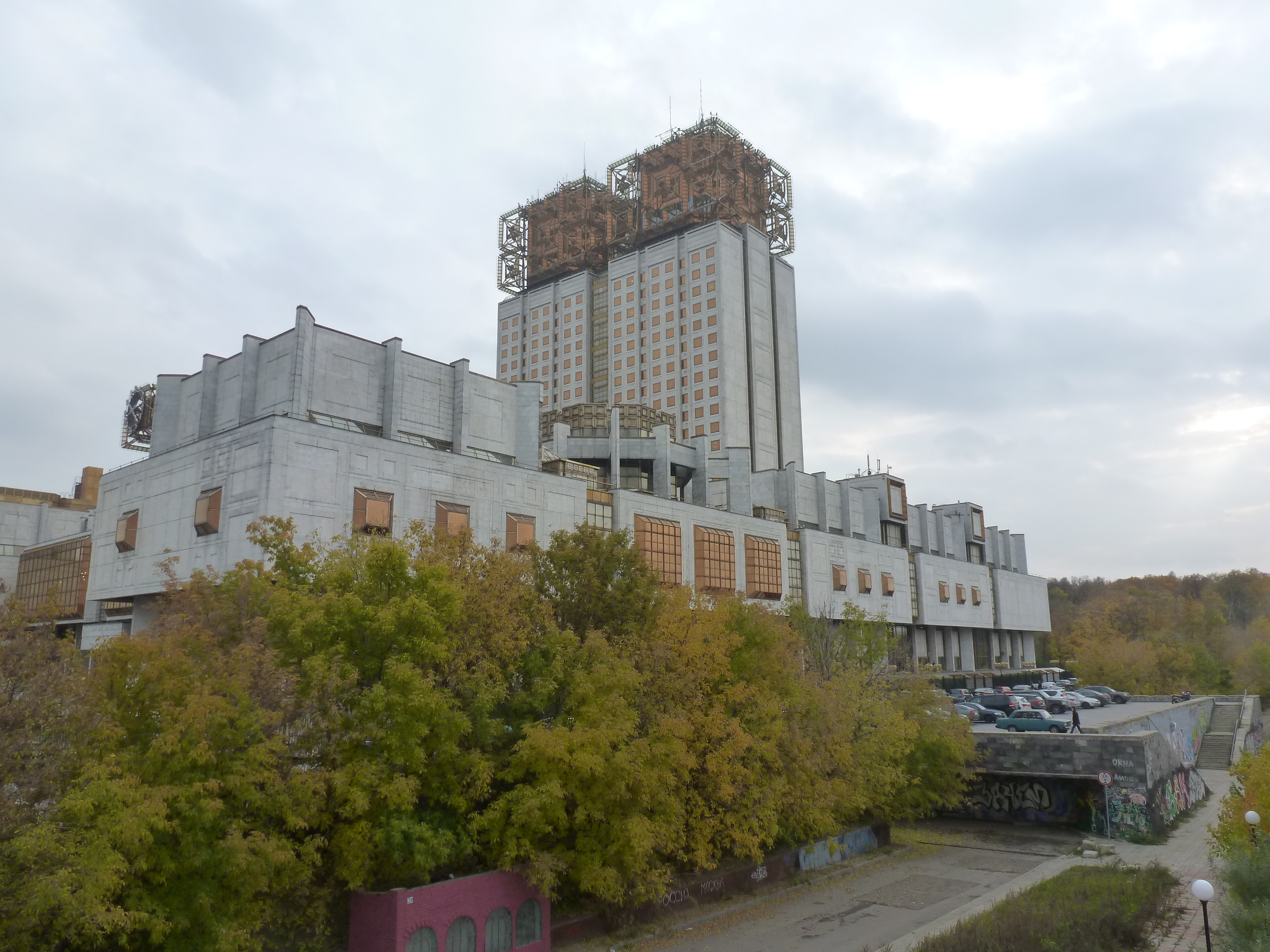
Здание Президиума РАН

Межведомственный суперкомпьютерный центр Российской академии наук (МСЦ РАН) был создан 26 декабря 1995 года совместным решением Президиума РАН, Министерства науки и технологий Российской Федерации, Министерства образования Российской Федерации и Российского фонда фундаментальных исследований (РФФИ). В 1998 году для центра были выделены помещения в новом здании Президиума РАН; открыт в 1999 году. В 2015 году включён как филиал в состав вновь образованного Федерального научного центра Научно-исследовательский институт системных исследований (ФНЦ НИИСИ). В феврале 2023 года вместе с ФНЦ НИИСИ включён в состав Национального исследовательского центра Курчатовского института (НИЦ КИ) и переименован в Центр коллективного пользования вычислительными ресурсами МСЦ НИЦ КИ.
Участвует в двух общеевропейских проектах — Единой глобальной образовательной и научной сети (GEANT) и Распределённой европейской инфраструктуре для суперкомпьютерных приложений (DEISA).
Коллектив — 95 сотрудников, в том числе 3 академика, 2 члена-корреспондента РАН, 9 докторов и 19 кандидатов наук. Директор — Борис Михайлович Шабанов. Научный руководитель — Геннадий Иванович Савин.
Центр имеет два филиала в Санкт-Петербурге и Казани. При МСЦ работают базовые кафедры Московского физико-технического института (МФТИ), Московского института электронной техники (МИЭТ), Московского института радиотехники, электроники и автоматики (МИРЭА), на которых обучаются более 100 студентов.
С мая 2004 года совместно с Научно-исследовательским вычислительным центром МГУ выпускает список Тор50 самых мощных компьютеров СНГ.
В центре установлен суперкомпьютер МВС-10П, содержащий несколько кластеров; ранее эксплуатировались суперкомпьютеры МВС-100К, МВС-15000ВМ и МВС-6000IM.

## МВС-10П
Пиковая производительность — 523,8 Тфлопс, производительность на тесте Linpack — 375,7 Тфлопс. В состав кластера входит 207 вычислительных узлов — двухпроцессорных систем на базе Xeon E5-2690 с 64 ГБ оперативной памяти и двумя сопроцессорами Intel Xeon Phi 7110Х.
Занимает 30-е место в рейтинге энергоэффективности Green500 (1949 Мфлопс/Ватт).
Межсоединение — на базе FDR Infiniband, также в кластере выделены две гигабитные сети для мониторинга и управления и управления заданиями. На комплексе установлены две системы управления прохождением задач: СУППЗ и SLURM.

## МВС-100K
МВС-100K в ноябре 2008 года занял 36-е место в списке Top500. На сегодняшний день[уточнить] производительность — 227,94 Тфлопс, производительность на тесте Linpack — 119,93 Тфлопс. В состав суперкомпьютера входят 1275 вычислительных модуля, каждый из которых оснащён двумя четырёх- и шестиядерными процессорами Intel Xeon; всего — 10572 процессорных ядер и 152 GPU. В качестве межсоединения используется технология Infiniband DDR; скорость двунаправленных обменов данными между двумя модулями с использованием библиотек MPI находится на уровне 1400 Мбайт/сек при задержке между двумя соседними узлами в 3,2 мкс, самыми дальними — 4,5 мкс. Выделена также десятигигабитная транспортная сеть и гигабитная управляющая сеть.
Программные и аппаратные средства комплекса позволяют решать одну задачу с использованием всего вычислительного ресурса, а также разделять решающее поле на части требуемого размера и предоставлять их нескольким пользователям.
Вычислительные модули на основе серверов HPE Proliant, используются четыре типа узлов:
- 990 узлов: два четырёхъядерных микропроцессора Intel Xeon E5450, работающих на частоте 3 ГГц, объём оперативной памяти 8 ГБайт;
- 192 узла: два четырёхъядерных микропроцессора Intel Xeon X5365, работающих на частоте 3 ГГц, объём оперативной памяти 8 ГБайт;
- 74 узла: два шестиядерных микропроцессора Intel Xeon X5670, работающих на частоте 2,93 ГГц, объём оперативной памяти 12 ГБайт;
- 19 узлов: два шестиядерных микропроцессора Intel Xeon X5675, работающих на частоте 3 ГГц, восемь графических ускорителей Nvidia Tesla M2090, объём оперативной памяти 192 ГБайт.

Операционная система вычислительных модулей — CentOS 5.6; используются пакет параллельного программирования MVAPICH, оптимизирующие компиляторы с языков Си, C++ (icc) и Фортран-77, 90 (ifc) фирмы Intel, математические библиотеки MKL фирмы Intel, система коллективного использования ресурсов СУППЗ (система управления прохождением пользовательских задач), разработанная ИПМ РАН. На кластере также установлены средства профилирования параллельных программ, инструменты параллельного администрирования, управления и тестирования кластера, позволяющие осуществлять проверку состояния и диагностику узлов кластера, создание и модификацию пользовательских бюджетов на узлах кластера, параллельные операции над файлами и выполнение операций на всех узлах кластера.

## МВС-15000BM
МВС-15000BM с пиковой производительностью 10,1 Тфлопс в июне 2006 года занял 70-е место в списке Top500 и стал самым мощным российским суперкомпьютером. В его состав входило 574 двухпроцессорных узла на базе процессоров IBM PowerPC 970FX, работающих на частоте 2,2ГГц и объединённых сетью Myrinet. В настоящее время[уточнить] в рамках программы РИСП он превращён в распределённую систему МВС-15000BMD, части которой установлены во Владивостоке (СЦ ИАПУ ДВО РАН), Казани (КНЦ РАН), Москве (МСЦ РАН), Санкт-Петербурге (филиал МСЦ РАН) и Черноголовке (ИПХФ РАН).

## МВС-6000IM
Пиковая производительность MBC-6000IM составляла 1,64 Тфлопс, общий объём оперативной памяти решающего поля — 256 Гбайт, потребляемая мощность — 50 кВА. Состоял из 256 процессоров Intel Itanium II, установленных в двухпроцессорных вычислительных модулях, использовался файл-сервер NetApp F840 на 4 ТБайта, транспортная сеть — Myrinet 2000, построенная на 128-портовом коммутаторе Myricom M3-128.